# Khvalinsk
Khvalinsk - Хвалынск (rus) - és una ciutat de l'óblast de Saràtov, a Rússia.

## Geografia
Khvalinsk és una ciutat portuària al Volga. Es troba a 79 km al sud-oest de Sízran, a 179 km al nord-est de Saràtov i a 773 km al sud-est de Moscou.

## Història
Khvalinsk fou una fortalesa russa a l'illa de Sosnovi, al Volga, fundada el 1566. El 1606 fou transformat enterament i es reanomenà Sosnovi Ostrov (ltieralment, l'Illa dels Pins). El 1780 aconseguí l'estatus d'uiezd dins la gubèrnia de Saràtov i es reanomenà Khvalinsk.